# Substituție electrofilă
În chimie, substituția electrofilă (SE) este un tip de reacție chimică în cadrul căreia o specie chimică electrofilă, cu caracter atrăgător de electroni, substituie o grupă funcțională dintr-un compus organic. Cele mai bine caracterizate și studiate sunt substituțiile electrofile aromatice, prin care se obțin derivați importanți ai benzenului (nitrobenzen, acid benzensulfonic, etc.) 

## Tipuri
Există mai multe tipuri de substituție electrofilă. De exemplu, după numărul de molecule implicate în etapa determinantă de viteză a unei reacții există:
- Reacție SE1, de substituție electrofilă monomoleculară
- Reacție SE2, de substituție electrofilă bimoleculară

## Reacții
- Substituție electrofilă aromatică: nitrare, sulfonare, reacții Friedel-Crafts, etc.
- Substituție electrofilă alifatică: nitrozare, tautomerie ceto-enolică